# Voortplanting (biologie)

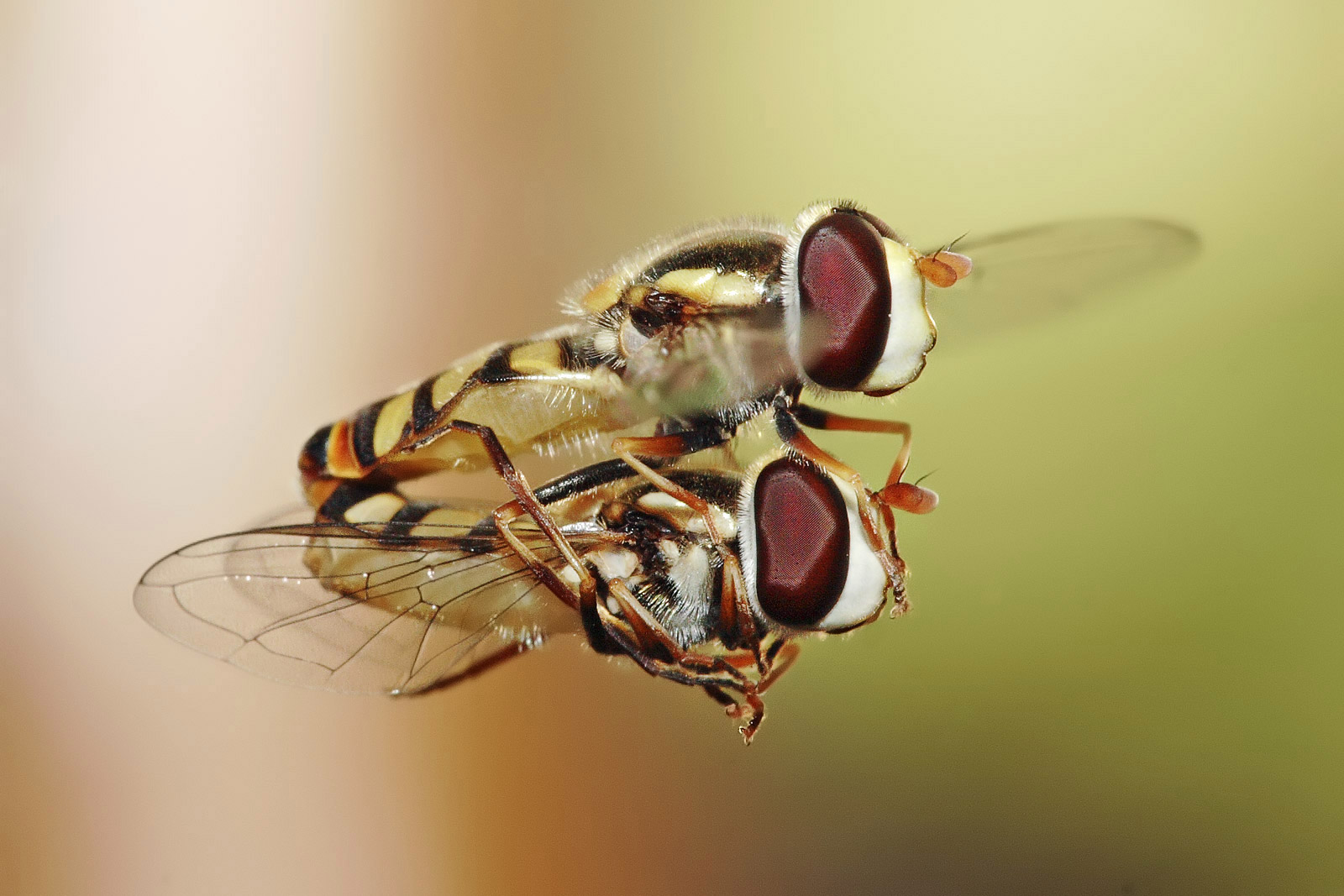
In de lucht parende zweefvliegen

Voortplanting of reproductie is het proces waarbij organismen zorgen voor nageslacht, met als gevolg het voortbestaan van de populatie en de soort. Meercellige organismen hebben een levenscyclus, waarin voortplanting wordt afgewisseld met fasen van groei en ontwikkeling.

## Vormen van reproductie
De twee belangrijkste vormen van voortplanting zijn ongeslachtelijke voortplanting en geslachtelijke voortplanting (seksuele reproductie).

### Ongeslachtelijke voortplanting
Ongeslachtelijke voortplanting is het proces waarbij een enkel individu kopieën van zichzelf maakt. Het enige genetische verschil met de individuen die dan ontstaan wordt slechts veroorzaakt door eventuele mutaties. Ongeslachtelijke voortplanting kan plaats vinden in verschillende fasen van de levenscyclus.
Bij veel planten, algen en schimmels worden voor de voortplanting in de sporofyt door meiose sporen gevormd (ongeslachtelijk). De sporen kunnen weer uitgroeien.

### Geslachtelijke voortplanting
Geslachtelijke voortplanting is het proces waarbij twee verschillende individuen van dezelfde soort een combinatie maken van hun genetische materiaal (DNA) en daarmee een nieuw individu creëren. Gametogonie is een type voortplanting waarbij versmelting optreedt van twee geslachtscellen (de bevruchting), meestal afkomstig van verschillende individuen. Dit komt voor bij planten, dieren en de mens.
De bij veel planten, algen en schimmels ongeslachtelijk gevormde sporen kunnen uitgroeien tot (soms sterk gereduceerde) gametofyten, waar de geslachtscellen worden gevormd: eicellen en zaadcellen. Door bevruchting ontstaat een nieuw individu (geslachtelijk).
Veel meercellige organismen met (ook) geslachtelijke voortplanting hebben een levenscyclus waarbij de voortplanting op meerdere momenten kan plaatsvinden. Generatiewisseling is de afwisseling van generaties, waarbij de mate waarin groei en ontwikkeling plaatsvindt tot een meercellige generatie in de kernfasen bepalend is.

## Voortplanting bij dieren

### Bijzondere vormen
Enkele bijzondere vormen van voortplanting bij dieren zijn maagdelijke voortplanting gynandromorfisme en tweeslachtigheid.
Bij maagdelijke voortplanting vindt er wel een paring plaats, maar door het vrouwtje worden alleen eigen lichaamscellen gebruikt.
Gynandromorfisme is een meer ontwikkelde vorm van maagdelijke voortplanting. Daarbij lijken vrouwtjes op mannetjes en vice versa.
Bij veel weekdieren is tweeslachtigheid normaal, bijvoorbeeld bij de slakken.
Bij vissen en inktvissen is er sprake van een alternatieve voortplantingsstrategie met satellietmannetjes. Satellietmannetjes lijken uiterlijk op vrouwtjes en trachten ook in gedrag op vrouwtjes te lijken. Zodoende kunnen ze voorbij een mannetje glippen en met zijn vrouwtje(s) paren.

### Aantal nakomelingen
Sommige diersoorten, zoals de mens en olifanten, produceren weinig jongen en hebben een langdurige broedzorg. Andere diersoorten planten zich veel sneller voort, maar als de nakomelingen niet met een speciale behandeling worden beschermd sterven de meesten van hen voordat ze volwassen worden. De drijvende kracht achter de evolutie naar minder nakomelingen is bij dieren dat deze organismen meer tijd aan de bescherming van het nageslacht kunnen besteden: minder nakomelingen die sterker zijn garanderen meer het voortbestaan van de soort.
De andere mogelijkheid is (zeer) veel jongen, waarvan veel verloren kunnen gaan zonder dat het voortbestaan van de soort in gevaar komt. Voorbeelden: Een konijn (geslachtsrijp na 8 maanden) kan 10-30 jongen per jaar voortbrengen. Een krokodil (geslachtsrijp na 15 jaar) kan 50 jongen per jaar voortbrengen. Een bananenvliegje (geslachtsrijp na 10-14 dagen) kan 900 nakomelingen krijgen.